# Pico (Azzorre)
Pico, con un'estensione di 449 km², è la seconda isola più grande dell'arcipelago delle Azzorre, il nome deriva da quello del vulcano Ponta do Pico (2.351 m s.l.m.), cima più alta dell'arcipelago e di tutto il Portogallo. La popolazione è di circa 14.000 abitanti.
Da un punto di vista amministrativo l'isola è divisa in tre concelhos:
- Lajes do Pico (con sei fregueisas)
- Madalena (con sei fregueisas)
- São Roque do Pico (con cinque fregueisas)

L'isola è lunga 42 km e larga 15 km, nella parte orientale si estende un altopiano con crateri e caldere minori, in questa zona sono abbondanti le mandrie di bovini.
Sull'isola si produce un vino rosso e denso che ha un aroma particolare derivante dal terreno vulcanico, nel XIX secolo veniva esportato alla corte dello Zar a San Pietroburgo. Il paesaggio della cultura vinicola dell'isola Pico è stato incluso dal 2004 nel patrimonio dell'umanità dell'UNESCO I vigneti sono separati tra loro da muretti di roccia lavica.